# Underclass Hero (песня)
«Underclass Hero» является первым синглом из пятого альбома «Underclass Hero» канадской панк-рок-группы Sum 41. Сингл был выпущен 15 мая 2007 года. Песня доступна на странице группы в ресурсе MySpace и на iTunes в цифровом виде.. Песня вошла в саундтэк к игре Madden 08 компании EA Sports

## Клип
Клип на песню «Underclass Hero» был выпущен на официальном сайте группы 29 мая 2007 года. В клипе группа поёт среди толпы фанатов и школьных болельщиков, талисманом которых является парень в костюме анархии. 31 мая 2007 клип вышел на MTV. Режиссёрами клипа были Марк Класфилд и барабанщик Sum 41 Стив Джоз.

## Subject to Change
Также нужно отметить, что припев в «Underclass Hero» взят из незаконченной версии песни «No Reason», которая попала в виде бонуса в японское издание альбома «Chuck» под названием «Subject To Change».

## Чарты
| Чарт (2007)            | Лучшая позиция |
| ---------------------- | -------------- |
| Pop 100                | 86             |
| Hot Modern Rock Tracks | 34             |

## Список композиций
1. «Underclass Hero» — 3:16
2. «This Is Goodbye» — 2:27
3. «March of the Dogs» — 3:10
4. Road to Ruin #4 — видеоролик
5. Underclass Hero — клип